# Burg Neu-Windeck
Die Burg Neu-Windeck, auch Burg Neuwindeck, Burg Lauf oder Laufer Schloss genannt, ist die Ruine einer Höhenburg auf dem Schlossberg bei 310 m ü. NN, einer Anhöhe südöstlich von Lauf im Ortenaukreis in Baden-Württemberg.

## Geschichte

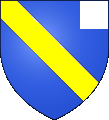
Windeck (Ortenau)

Die urkundlich erstmals 1371 erwähnte Burg wurde um 1300 von den Herren von Windeck erbaut, deren Familie sich in zwei selbständige Linien (Alt- und Neu-Windeck) getrennt hatte. 1377 wurde urkundlich eine Burgkapelle erwähnt, die den Heiligen Drei Königen geweiht war.
Die beiden Linien der Familie, die in der Geschichte nicht immer klar zu trennen sind und auch das gleiche Wappen führten, lebten wegen unterschiedlicher Interessenlage in häufiger Gegnerschaft. So kam es, dass die Burg den Straßburgern im sog. Schleglerkrieg (1394–1396) als Stützpunkt gegen Alt-Windeck diente.
Die Feindseligkeiten nahmen erst 1466 ein Ende. Berthold von Neu-Windeck heiratete in diesem Jahr Anna von Alt-Windeck. Der letzte Erbe, Jakob von Windeck starb auf der Rückreise seiner Junkerfahrt, die ihn durch Frankreich, Spanien und Italien nach Palästina geführt hatte, 1592 in Venedig an einer Krankheit. Die Lehen fielen an das Reich und an den Markgrafen von Baden zurück, die verbliebenen Allodien gingen zu gleichen Teilen an die beiden Schwestern: Alt-Windeck an Ursula und Neu-Windeck an Elisabeth.
Bereits 1500 hatte Sebastian von Windeck einen Teil der Burg an den Markgrafen Christoph I. von Baden verpfändet. Die Markgrafen von Baden überließen ihrerseits einen Teil der Burg von 1520 bis 1570 den Herren von Dürrmenz. Über den Zeitpunkt der Zerstörung der Burg liegen keine gesicherten Erkenntnisse vor. Bereits 1580 wurde die Burg jedoch schon als Ruine bezeichnet.

## Beschreibung

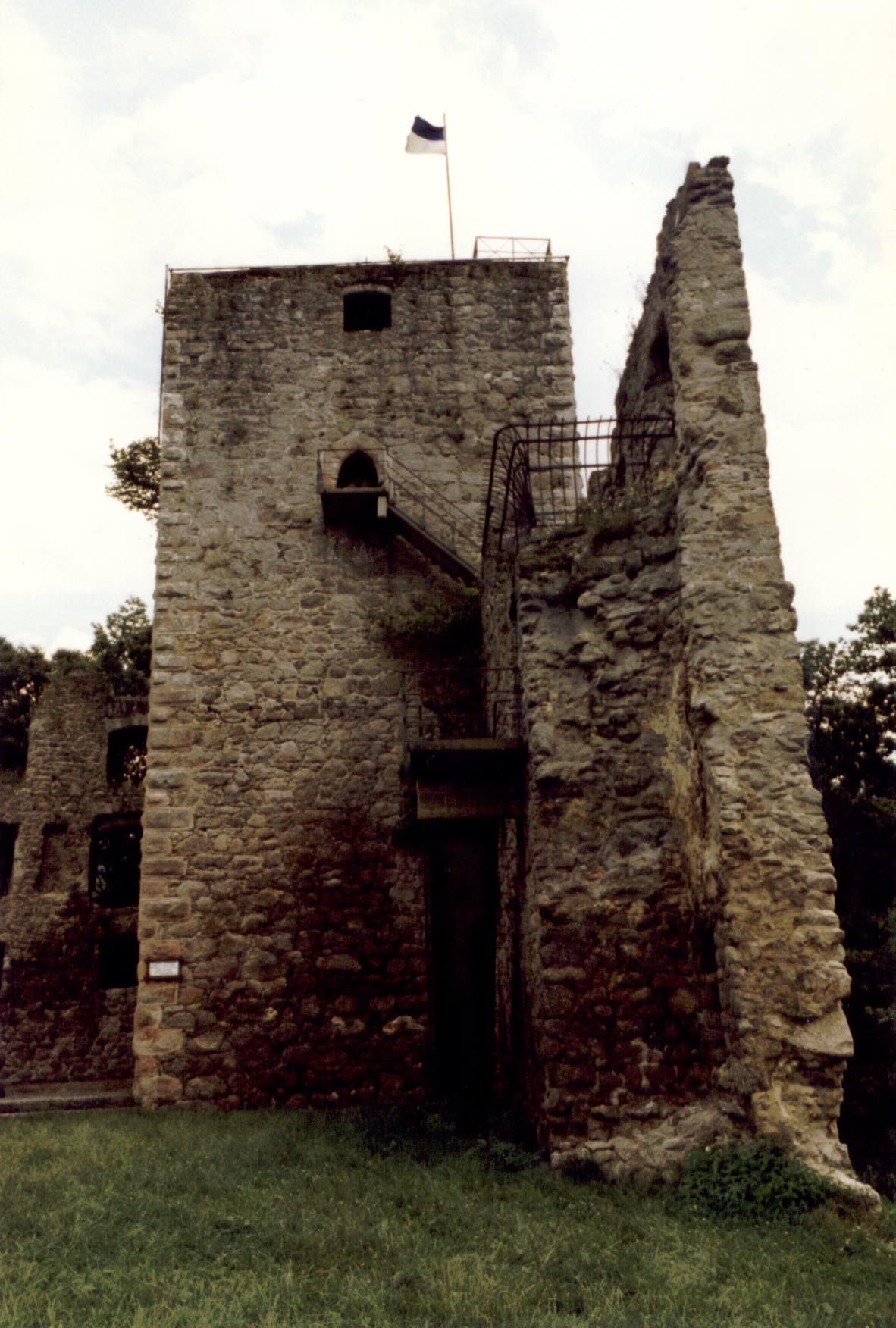
Der Bergfried (1987)

Die im gotischen Stil erbaute Burganlage war eine kleine trapezförmige Anlage mit dreistöckigem Palas, einem kleinen Wohngebäude, einem 20 Meter hohen Bergfried mit drei Verliesen, Ritterwohnungen und Stallungen, umgeben von einer schildmauerartig verstärkten Ringmauer mit Zwingeranlage. Der Bergfried kann als Aussichtsturm bestiegen werden und bietet einen guten Rundblick in die Umgebung.